# 福岡市立当仁中学校
福岡市立当仁中学校（ふくおかしりつとうじんちゅうがっこう）は福岡県福岡市中央区福浜にある市立の中学校である。

## 沿革
- 1949年（昭和24年）1月27日 - 鳥飼2丁目の旧福岡県女子師範学校跡地（現福岡市立南当仁小学校）にて当仁中学校起工式
- 1949年（昭和24年）4月10日 - 開校式。1年生は福岡市立当仁小学校、2･3年生は福岡市立城西中学校の校舎の一部を使用。
- 1949年（昭和24年）6月17日 - 新校舎完成。生徒を各学校から収容。
- 1950年（昭和25年）3月21日 - 校歌制定。
- 1950年（昭和25年）11月17日 - 早朝出火した火災で校舎の一部を焼失。2年生を塩屋分校と焼け残り教室に移動して再開。
- 1956年（昭和31年）7月28日 - 鳥飼2丁目から塩屋町1丁目29番地（福岡市城南区鳥飼4丁目、現：城西中学校第二グラウンド・福岡市教育委員会埋蔵文化財課城南整理室など）に移転。
- 1963年（昭和38年）6月30日 - 樋井川の堤防決壊による洪水で校舎の一部が浸水。
- 1965年（昭和40年）9月21日 - 学校創立15周年事業として正面校門竣工。
- 1981年（昭和56年）3月27日 - 鳥飼校舎から福浜校舎（現校舎）に移転。
- 2005年（平成17年）3月20日 - 福岡県西方沖地震のため体育館床面破損、約1年間使用できず。
- 2011年（平成23年）夏 - 体育館改築完了

## 周辺施設(校区内)
- 福岡ドーム
- Zepp Fukuoka
- ホークスタウン
- 福岡市中央市民プール
- 国立病院機構九州医療センター
- 福岡市市民福祉プラザ（ふくふくプラザ）
- 福岡市保健環境研究所（まもるーむ）
- 福岡市こども総合相談センター（えがお館）
- 福岡市発達教育センター
- 在福岡米国領事館
- 在福岡大韓民国総領事館
- 在福岡中華人民共和国総領事館
- 福岡唐人郵便局
- 福岡今川郵便局
- 福岡福浜郵便局
- 福岡銀行黒門支店
- 西日本シティ銀行唐人町支店
- 福岡市地下鉄空港線唐人町駅
- 大濠公園
- 西公園
- 福岡市立当仁小学校
- 福岡市立南当仁小学校
- 福岡市立福浜小学校
- 福岡教育大学附属福岡小学校
- 福岡教育大学附属福岡中学校
- 福岡市立福岡中央特別支援学校
- 福岡大学附属若葉高等学校
- 西日本短期大学
- 福岡大村美容ファッション専門学校
- 専門学校 福岡カレッジ・オブ・ビジネス

## 交通
- 鉄道：最寄駅は「唐人町駅」だが、2km以上中学校からは離れている。
- バス：西鉄バス福浜バス停から徒歩2分、福浜2丁目バス停から徒歩7分。

## 校名
「当仁」は孔子の言葉である「当仁不譲於師（仁を行うに当たっては、師にも遠慮する必要はない）」に因む。。「仁」は最も善き行いのこと。慈愛を基として、自分を完成し、他人を慈しんでほしいという願いから。
本校の「当仁」は「とうじん」と読むが、当仁小学校は「とうにん」と読み、一方で南当仁小学校は「みなみとうじん」と呼ぶので、漢字の読み方を混同しやすい。

## 年間行事
- 入学式
- 合唱コンクール
- 地域フェスタ - 2001年から始まった、地域住民や生徒の演奏・合唱・落語などを発表する行事。毎年Zepp Fukuokaで開催される。
- 敬老の日を祝う会
- 体育大会
- 生徒会役員改選
- 修学旅行
- 卒業式
- 自然教室

## 出身者
- 鬼木誠（衆院議員 4期目） - 第39期（1988年）卒業生
- 西内ひろ（モデル）
- 西内まりや（モデル、女優、タレント）- 中学二年まで在籍[2]
- uruwashi(河村真臣)（アーティスト起業家）- 第42期（1990年）卒業生
- 寺岡恭兵（脚本家）- 2023年テレビ朝日新人シナリオ大賞 優秀賞受賞
- 古川真人 （小説家） - 第55期（2004年）卒業生